# 61 Danaë

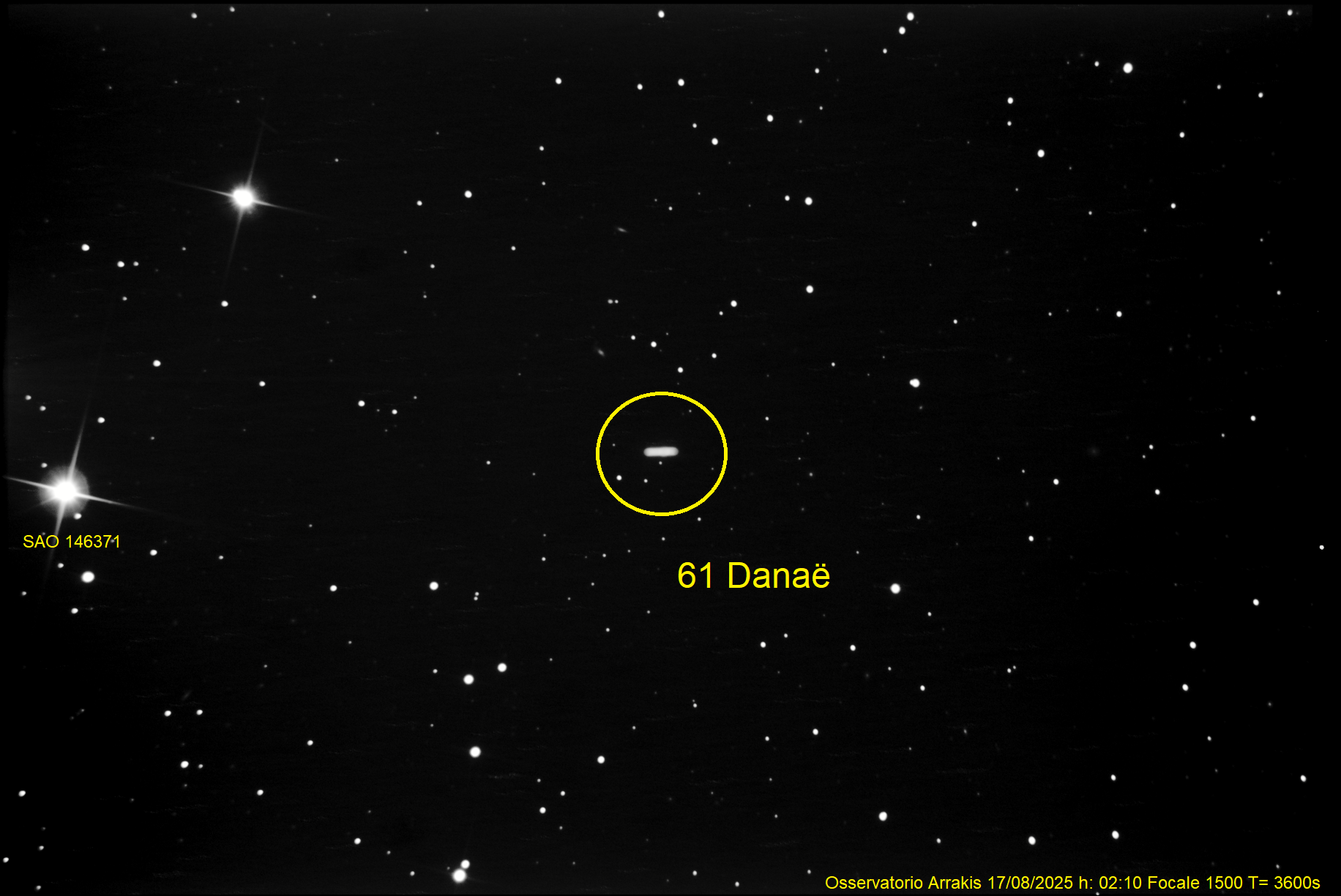
Asteroid 61 Danaë imaged from the Arrakis Astronomical Observatory on 17 August 2025 at 02:10 (UTC+2). The image was taken with a 1500 mm focal length telescope and a total exposure time of 3600 seconds. The apparent trail of the asteroid’s motion during one hour of observation is clearly visible.

61 Danaë è un asteroide della fascia principale. Scoperto nel 1860, presenta un'orbita caratterizzata da un semiasse maggiore pari a 2,9835704 au e da un'eccentricità di 0,1647822, inclinata di 18,21131° rispetto all'eclittica.
L'asteroide è dedicato a Danae, nella mitologia greca la madre di Perseo. È il primo asteroide ad avere un carattere non ASCII nel nome ufficiale.
La sua scoperta, sebbene attribuita a Goldschmidt, fu possibile solo grazie alla collaborazione di Karl Luther, infatti, come scrisse Urbain Le Verrier, direttore dell'osservatorio di Parigi, nell'Astronomical Journal n° 141 del novembre 1860:
"Il sessantunesimo asteroide è stato scoperto dall'infaticabile Sig. Goldschmidt. È stato individuato da lui per la prima volta la sera del 9 settembre, ma una malattia gli ha impedito di osservarlo nuovamente prima del 19, e purtroppo lo ha precluso dal far seguire alla scoperta una serie di osservazioni. Il pianeta è stato individuato, tuttavia, dal Dr. Luther, a Bilk  [Distretto di Düsseldorf], su richiesta del Sig. Goldschmidt, e, su suo suggerimento, ha ricevuto il nome di Danaë."